# Maurice Stern
Maurice Stern, auch Mauro Lampi, ist ein US-amerikanischer Opernsänger (Tenor) und Bildhauer.

## Leben
Stern, der nach Ausbildung an der Eastman School of Music zunächst an der New York City Opera Opern sang, kam aus beruflichen Gründen Ende der 1960er Jahre nach Europa, wo er als Mauro Lampi auftrat. 1969 sang er in Flensburg, Anfang der 1970er Jahre in Wiesbaden, um ab 1973 an der University of Washington zu lehren. Ab Ende der 1970er Jahre trat er wieder vermehrt in Europa auf. Er ist auch auf Aufnahmen mit Montserrat Caballé zu hören. 
Zusammen mit seiner ersten Frau, der Soul-Sängerin Barbara Cagnazzo, die 1984 starb, hat er drei Kinder: Die Söhne Robert Allen und Stevie Stern und eine Tochter, Heidi, die als Popsängerin Jennifer Rush bekannt wurde. Später war Stern mit der Sängerin und Pianistin Rita Loving verheiratet. 1973 traf er seine dritte Frau, Molly Hogan. Heute ist Stern als freischaffender Bildhauer von Porträtskulpturen tätig.